# Dương Hà (tướng công an)
Dương Hà là một sĩ quan cấp cao của Công an nhân dân Việt Nam, hàm Trung tướng. Ông nguyên là Cục trưởng Cục An ninh đối ngoại, Bộ Công an.

## Tiểu sử
Dương Hà là đảng viên Đảng Cộng sản Việt Nam.
Từ tháng 9 năm 2018 đến tháng 12 năm 2018, Dương Hà là Thiếu tướng, Phó Bí thư Đảng ủy, Phó Cục trưởng Cục An ninh đối ngoại, Bộ Công an.
Từ tháng 3 năm 2019 đến tháng 4 năm 2022, Thiếu tướng Dương Hà giữ chức vụ Cục trưởng Cục An ninh đối ngoại, Bộ Công an Việt Nam.